# Doraemon: Đấng toàn năng Nobita
Doraemon: Đấng toàn năng Nobita (ドラえもん のび太の創世日記 Dorraemon Nobita no Sousei Nikki, nghĩa: Nobita và Nhật ký Sáng thế) hay còn được biết đến với tên Lạc vào thế giới côn trùng là bộ phim hoạt hình Doraemon thứ 16 được ra mắt tại Nhật Bản và được chuyển thể thành truyện tranh. Là phim khoa học viễn tưởng của đạo diễn Shibayama Tsutomu được công chiếu tại Nhật Bản vào 04 tháng 3 năm 1995 và được Toho phát hàng trong định dạng băng VHS và DVD. Ngoài ra, bộ phim còn có một tên gọi khác là Lạc vào xứ sở côn trùng. Thể loại: phiêu lưu, hài hước, tưởng tượng.
Ca khúc mở đầu là "Doraemon no Uta (ドラえもんのうた nghĩa: Bài hát về Doraemon) do Yamano Satoko và ca khúc kết thúc "Sayonara ni Sayonara (さよならにさよなら nghĩa: Tạm biệt những lời tạm biệt) do Kaientai trình bày.

## Nội dung

Bìa truyện Đấng toàn năng Nobita

Câu chuyện bắt đầu khi Doraemon tạo ra một thế giới ảo: Trái Đất thu nhỏ - để giúp Nobita hoàn thành bài thuyết trình khoa học của mình. Nobita đã tạo ra một thế giới giống y như thật (có động vật, cây cối, côn trùng,...). Đến phút chót kế hoạch của Nobita bị đổ vỡ khi Jaian và Suneo cùng tham gia bài thuyết trình. Nobita đành rủ Shizuka đi theo và cả nhóm trở về thời tiền sử trong tinh cầu ảo để tham quan. Khi vừa đến nơi, họ gặp một lũ trẻ người tiền sử có bề ngoài giống y hệt mình đang bị lạc đường trong rừng. Nhóm bạn giúp lũ trẻ trở về nhà và tạm thời kết thúc chuyến tham quan.
Sáng hôm sau, Jaian và Suneo đi du lịch đảo Yozo nên Nobita cùng Shizuka và Doraemon đành đi trước. Lần này họ đến một ngôi làng tại Nhật Bản thời xa xưa. Ở đó họ gặp một tên phù thủy đang hù doạ dân làng khi bắt một cô gái đi cống tế linh thần. Doraemon, Nobita và Shizuka đi theo thì phát hiện chẳng có linh thần nào cả mà là một con rết hai đầu khổng lồ. Nobita và Doraemon đánh đuổi con rết cứu cô gái. Trong lúc đuổi theo con rết, Nobita bị một nhóm người côn trùng tấn công. Câu chuyện tạm thời bị quên lãng đi ngay sau đó. Lần sau đó Nobita tách riêng ra và đi tìm cụ Nobina (vốn là cụ tổ của Nobita). Cậu giúp cụ Nobina vượt qua khó khăn trong cuộc sống và tình cờ nghe qua một thế giới nào đó nằm dưới lòng đất. Chuyến thám hiểm tạm kết thúc, Nobita và Doraemon cùng Shizuka gặp lại nhau và trở về thế giới thực tại.
Chuyến đi sau vẫn không có sự xuất hiện của Jaian và Suneo. Doraemon, Nobita và Shizuka lại đi đến Nhật Bản đầu thế kỉ 20. Họ tham gia vào một chuyến thám hiểm (tàng hình) đến Nam Cực do tiến sĩ Dekimatsu và ông giám đốc Nobihide (cháu ba đời của cụ tổ Nonbi) cùng cô thư ký Shizuyo tổ chức. Vừa đến Nam Cực đoàn thám hiểm đã gặp một hiện tượng kì lạ khi rơi vào một cái hố sâu và xuyên vào tâm của Trái Đất. Một đoàn người côn trùng kì lạ đã nói chuyện với ông Nobihide về dự định tấn công Trái Đất. Lúc này Nobita và các bạn mới biết đây chính là thế giới côn trùng mà họ đã từng nghe qua. Lạ hơn nữa là họ lại gặp Jaian và Suneo bị con trai của tổng thống thế giới côn trùng tên là Bitano bắt về đây để thực hiện bài thuyết trình khoa học của cậu. Nobita đã thuyết phục tổng thống đến một nơi ở mới để sinh sống, đó là thế giới ảo thời tiên sử do Nobita sử dụng ''gương nhân đôi'' tạo ra. Tổng thống chấp thuận và đoàn thám hiểm trở về an toàn.

## Sản xuất
Bộ phim là sản phẩm của:
- Hãng hoạt hình Shinei (Shinei Animation).
- Nhà xuất bản Shogakukan.
- Hãng truyền hình Asahi.

## Phân vai
| Nhân vật               | Diễn viên lồng tiếng Nhật            | Diễn viên lồng tiếng Việt |
| ---------------------- | ------------------------------------ | ------------------------- |
| Doraemon               | Oyama Nobuyo                         | Thùy Tiên                 |
| Nobita                 | Ohara Noriko                         | Anh Tuấn                  |
| Shizuka                | Nomura Michiko                       | Ngọc Châu                 |
| Suneo                  | Kimotsuki Kaneta                     | Minh Vũ                   |
| Jaian                  | Tatekabe Kazuya                      | Quốc Tín                  |
| Mẹ của Nobita          | Chijimatsu Sachiko                   | Minh Chuyên               |
| Ba Nobita              | Chunichiro Nakamori                  | Bá Nghị                   |
| Dekisugi               | Shirakawa Sumiko                     | Kiêm Tiến                 |
| Mẹ Shizuka             | Matsubara Masahiko                   | Huyền Chi                 |
| Nonbi/Nobiko/Bitano    | Hayashibara Megumi                   | Hoàng Sơn                 |
| Himemiko               | Tomoe Aoko                           | Trường Tân                |
| Vương đệ               | Kato Osamu                           | Trần Vũ                   |
| Nobina                 | Tsujimura Masato                     | Lê Hà                     |
| Emodoran Suneko        | Yamada Kyoko                         | Tiến Đạt                  |
| Tướng quân             | Minamoto Yorimitsu                   | Huỳnh An                  |
| Nomi Nobishu           | Inoue Kazuhiko                       | Tiến Trung                |
| Tiến sĩ Shutsuki Matsu | Hayami Hayu                          | Hạnh Phúc                 |
| Chunko                 | Koorogi Satomi                       | Thiên Trang               |
| Tổng thống             | Muramatsu Yasuo                      | Minh Triết                |
| Ảo ảnh thiên chúa      | Ohtsuka Akio                         | Ái Phương                 |
| Người côn trùng        | Otaki Shinya                         | Xuân Lộc                  |
| Người lái xe           | Kazuhiko Kishino                     | Thân Vinh                 |
| Đội tuần tra Thời gian | Hitsujikai Akimoto Kakegawa Hirohiko | Trần Vũ                   |